# Словохотов, Владимир Дмитриевич
Владимир Дмитриевич Словохотов (род. 4 мая 1955, д. Сергеевка, Манский район, Красноярский край) — советский и российский актёр и режиссёр, основатель и  художественный руководитель Ленинградского областного драматического «Театра на Васильевском» (с 1989). Заслуженный деятель искусств Российской Федерации (2003).

## Биография
Родился 4 мая 1955 года в деревне Сергеевка, Манский район, Красноярский край, РСФСР, СССР, в учительской семье.
Окончил Красноярское театральное училище, после чего поступил в Ташкентский театральный институт имени А. Н. Островского, который окончил в 1980 году по специальности «актёр драматического театра и кино». После окончания обучения выступал на сценах театров Омска, Рязани, Саранска, Ташкента и Тулы, а в 1980-х годах переехал в Санкт-Петербург, где некоторое время проработал администратором бит-квартета «Секрет».
В начале 1989 года организовал в Санкт-Петербурге экспериментальный «Театр Сатиры», который 1 сентября того же года приобрёл самостоятельный юридический статус и впоследствии получил название «Театр на Васильевском». С этого времени Владимир Дмитриевич Словохотов является директором (до 2025 года) и художественным руководителем театра.

## Награды
- Заслуженный деятель искусств Российской Федерации (19 мая 2003) — за заслуги в области искусства[1]
- Почетная грамота Президента Российской Федерации (31 мая 2019) —  за заслуги в развитии отечественной культуры и искусства, многолетнюю плодотворную деятельность[4]